# Cinq est le numéro parfait
Pour plus de détails, voir Fiche technique et Distribution.
Cinq est le numéro parfait (Cinque è il numero perfetto) est un thriller dramatique italo-franco-belge réalisé par Igort sorti en 2019, d'après son roman graphique homonyme.

## Synopsis
Peppino Lo Cicero, ex-tueur à gages de la Camorra est fier de son fils qui gravit les échelons du crime organisé. Mais quand celui-ci est froidement tué dans un guet-apens, il reprend du service accompagné de son ami Toto le boucher. Leur quête de vérité va déclencher une spirale de vengeances et de trahisons dans les clans mafieux du Naples des années 1970.

## Fiche technique
- Titre français : Cinq est le numéro parfait
- Titre original : Cinque è il numero perfetto
- Réalisation : Igort
- Scénario : Igort
- Décors : Gianpietro Huber
- Costumes : Nicoletta Taranta
- Photographie : Nicolaj Brüel (it)
- Montage : Esmeralda Calabria, Walter Fasano et Jan Hameeuw
- Musique :
- Producteur : Elda Ferri, Marina Marzotto et Mattia Oddone
  - Coproducteur : Raphael Berdugo, Antoine de Clermont-Tonnerre, Peter De Maegd, Tom Hameeuw et Jan Hameeuw
  - Producteur associé : Paolo Del Brocco (it)
  - Producteur délégué : Gabriele Oricchio et Mauro Calevi
  - Producteur exécutif : Gabriele Pacitto
- Sociétés de production : Propaganda Italie, Potemkino, Mact Productions, Cité Films et Nour Films
- Société de distribution : Nour Films
- Pays de production :  Italie,  Belgique et  France
- Langue originale : Napolitain
- Format : couleur
- Genre : Thriller dramatique
- Durée : 106 minutes
- Dates de sortie :
  - Italie :
    - 28 août 2019 (Venise)
    - 29 août 2019 (en salles)

  - France : 23 octobre 2019

## Distribution
- Toni Servillo : Peppino Lo Cicero
- Valeria Golino : Rita
- Carlo Buccirosso (it) : Toto le boucher
- Iaia Forte : Madonna
- Giovanni Ludeno : Le Bossu
- Lorenzo Lancellotti : Nino
- Vincenzo Nemolato : Mister Ics
- Manuela Lamanna : la caissière au cinéma
- Igort : le passager du bus

## Accueil

### Box-office
| Pays ou région | Box-office     | Date d'arrêt du box-office | Nombre de semaines |
| -------------- | -------------- | -------------------------- | ------------------ |
| Italie         | 82 189 entrées |                            |                    |
| France         | 9 572 entrées  |                            |                    |
| Total mondial  | 565 117 $      | -                          | -                  |